# Mikołaj Bobola
Mikołaj Bobola herbu Leliwa (ur. ok. 1550, zm. po 1610) – dziedzic dóbr koło Krosna m.in. Strachociny, był  prawdopodobnie (według ks. Jana Poplatka) ojcem św. Andrzeja Boboli.
Urodził się w  ok. 1550 r. w rodzinie szlacheckiej Krzysztofa Boboli i Elżbiety Boboli z Wielopolskich posiadających dwór w Iskrzyni. Mikołaj był bratem Andrzeja i Jana Boboli oraz m.in. Anny Drohojowskiej (razem miał pięć sióstr). Synem jego był  Wojciech Bobola (zm. 1631) i św. Andrzej Bobola, córką była Elżbieta Zawadzka z d. Bobola (z 1608 roku).